# Сутяги
«Сутяги» (фр. Les Plaideurs) — пьеса французского драматурга Жана Расина, единственная в его творчестве комедия. Была написана и поставлена на сцене в 1668 году.
«Сутяги» написаны в духе Аристофана (их называют подражанием «Осам»), содержат множество пародийных отсылок к другим пьесам (в частности, к «Сиду» Пьера Корнеля). Главная их тема — высмеивание сутяжничества и архаических форм судопроизводства, ставшая особенно актуальной после выхода королевского ордонанса о модернизации судебной системы.